# 宋灭南唐之战
宋灭南唐之战从北宋開寶七年（974年）九月至開寶八年（975年）十一月，北宋發動统一戰爭中，聯合吳越國及升州西南面行营马步军战棹都部署曹彬等率水陆军渡江，攻破金陵府（今江苏省南京市），最终灭掉南唐的著名戰役。

## 战役背景
开宝四年（971年），北宋灭掉南汉，彻底平息了湖南南部的边患问题。此时的北宋版图的周边的中原国家除了北部的北汉之外，其余所有的势力都位于北宋的东南方。
开宝五年（972年）闰二月，北宋用反间计，让南唐君主李煜赐死了南唐南都留守兼侍中林仁肇。
开宝六年（973年）四月，宋太祖赵匡胤派遣翰林学士卢多逊出使南唐，以修著天下图经为名，从李煜处获取了涵盖南唐十九个州的兵力部署、人口分布等情报。
开宝七年（974年）七月，南唐人樊若水科举不中，上书南唐朝廷言事，也没有回音，于是决定投奔北宋。他利用丝绳和一条小船，在长江采石矶段反复度量江面宽度，计算出最终结果后，将计算结果和自己关于攻取南唐的计策一并上报北宋朝廷。赵匡胤在得到数据后，给了樊若水院试的机会，赐进士，并且授予舒州团练推官，将其家人接往北宋。后来又加封樊若水赞善大夫，在荆湖之地，依照樊若水的计策建造了数千艘黄黑龙船。
当年九月，北宋派大臣李穆前往南唐宣李煜入汴京，实则是想在开战前扣押李煜，但被南唐大臣陈乔和张洎识破。

## 战前准备

### 北宋
开宝七年九月，赵匡胤派遣曹翰领兵奔赴荆南，曹彬、李汉琼、田钦祚随即跟进。很快，又派遣潘美、刘遇、梁迥等人领兵奔赴荆南。
十月，任命曹彬为升州（即当年的南京所在州名）西南面马步军战棹都部署，潘美为督监，曹翰为先锋都指挥使。

### 吴越
开宝七年十月，赵匡胤任命吴越国国主钱俶为升州东南面行营招抚置使，赐战马二百匹，并任命丁德裕率领禁军一千人为钱俶先锋，同时担任钱俶部的监军。

### 南唐
一直没有预备。大将卢绛曾说吴越国必助宋，献计由自己假装叛乱，等吴越军应邀来协助平乱再与唐军夹击全歼之再灭吴越国，李煜没有采纳。直到宋军兵屯采石矶，李煜才有反应。所以完全没有战前准备。开战初期，他写信给钱俶，意图以唇亡齿寒的道理劝说他与自己合作以免一同成为亡国之君。但钱俶却把信交给了宋朝。

## 战役经过

### 西路战事

#### 池州之战
开宝七年十月，曹彬率部由蕲阳渡过长江，攻破陕口寨，阵斩南唐军八百人，生擒二百八十人，俘获多名将领。随即曹彬部沿南岸顺江而下，直扑池州。沿途各个南唐军据点均以为是宋军例行巡江，在坚壁自守的同时派出使者送上礼品劳师，等到发现不对劲的时候，池州守将戈彦直接弃城逃跑。闰十月，宋军进入池州。
随即，曹彬部于铜陵击败南唐军，缴获二百余艘战舰，俘获八百余人。

#### 采石之战
十一月，知汉阳军李恕败南唐鄂州水军三千余人，获战舰四十余艘；曹彬等上奏于新林寨败唐军数千人，获战舰三十艘。
十二月，南唐君主李煜下令金陵戒严，并同时下令：停止使用北宋开宝纪年，不论政府还是个人全部纪年时全部改用干支纪年，当年改称甲戌年；扩招兵马，如果有人进献钱财或粮食，直接进官加爵。
当月，宋军将领，汉阳兵马监押宁光祚在长江北岸击败南唐鄂州水军；曹彬在白鹭洲、新林港连破南唐军。
开宝八年正月，黄州刺史王明被任命为池州至岳州江路巡检战棹都部署。当月，王明派遣部将武守谦渡江，在武昌击败南岸南唐军三百余人，攻拔樊山寨。南唐鄂州守将谢文节阵亡。

#### 秦淮河之战
开宝八年二月，宋军将领朱洞派遣部将石曦于袁州西部边界地区击败南唐军。
当月，曹彬率部于白鹭洲再败南唐军，三天后攻拔升州关城，南唐全体守卫官兵逃往城内。又过了十一天，北宋将领侯陟在宣化镇击退南唐军。
三月，北宋将领刑琪率军渡江，在南唐宣州攻陷南唐军义安寨。十天后，曹彬于长江中击退南唐军。十二天后，北宋将领王继恩领兵数千人奔赴南唐前线。
四月，王明于江州击败南唐军；曹彬率部于秦淮河北岸击退南唐军。
七月，赵匡胤以南方潮湿，秋天暑熱，軍中瘟疫多發等因素，討論后下令曹彬等率部撤回广陵，盧多遜爭取命令取消失敗，此时侯陟因为收受贿赂被告，來到開封並向盧多遜求助，带病的侯陟在卢多逊的建议之下，向赵匡胤極諫不要退军。赵匡胤私下聽取建議，決定中止撤退。
此后李煜派徐铉、道士周惟简等人先后前往北宋请求缓兵，但并没有成功。

#### 皖口之战
十月，南唐镇南节度使朱令赟率十余万上江兵救援金陵，企图切断采石矶浮桥，在皖口遭遇宋将刘遇等军，朱令赟下令用火船攻击处于下风口处的宋军，刘遇部有些招架不住。此时风向突然转变，大火烧向了南唐军，唐军顿时大乱，朱令赟在惊恐之中被烧死，唐将王晖被俘。宋军缴获数万兵器。金陵城唯一可以指望的援军就此败亡，金陵局势愈发危急。
皖口之战后，李煜起初还不相信朱令赟已败亡。他于十一月再次派徐铉和周惟简前往北宋请求缓兵，赵匡胤怒斥道“卧榻之侧，岂容他人鼾睡乎！”自此李煜彻底断绝了请求缓兵的念头。
当月，王明声称于湖口击败南唐军。

### 东路战事

#### 常州之战
开宝七年十二月，钱俶率军围常州，并于几天后攻拔利城寨；六天后，在常州北部击败前来支援的南唐军。
开宝八年四月，钱俶率军围困常州，南唐常州刺史禹万成拒守，却被自己的部下金成礼劫持。金成礼随后开城投降。

#### 京口之战
八月，丁德裕声称于润州城下击败南唐军。
战役开始初期，李煜曾派遣亲信侍卫都虞候刘澄担任润州留后，并嘱咐称“这次任务非你不可。”刘澄拜别之后，用车辇带走了所有的金银财宝，并声称“这是前后所赐宝物，我会散尽这些财物来保卫国家。”
当钱俶部刚刚抵达润州城下，还没有建好营寨的时候，刘澄部下请求出击，被刘澄喝止。李煜没过多久派凌波都虞候卢绛率领八千水军前来支援，刘澄却已经向吴越约定投降，对卢绛说“都城都保不住，保这座城池干什么！”无奈之下，卢绛只得重新突围而出，而刘澄大开城门投降。钱俶攻下润州城。

### 金陵之战
在曹彬等人列军三面包围金陵城后，潘美所部位列金陵城北，赵匡胤认为城北地势开阔，应该挖壕沟先做防御，以防南唐军夜袭军营。十一月，南唐军五千人果然夜袭宋军城北大营，曹彬出战全歼南唐军，并生擒其佩戴符印的将帅十几名。
曹彬在多次劝降李煜未果后，在最后总攻前夕，曹彬忽然称病，借机对所有前来探望的宋军将领声明，入城之后不得滥杀无辜。在得到肯定答复之后，第二天曹彬“病愈”。
当月，金陵城被攻陷，南唐将军呙彦、马诚信以及马承俊率领各部巷战而死，大臣钟蒨身着朝服，与全部族人留在家中，宋兵攻入后，全族覆没。
当天，李煜奉表纳降。南唐灭亡。次日，南唐卫尉卿徐迪战死。

### 江州之战
李煜投降后，奉曹彬之命下令各地守将投降。江州刺史谢彦宾聚集将佐，想投降。江州指挥使胡则对下属说不可负李氏之恩，且京城被围已久，书信真假不明，于是与牙将宋德明杀死谢彦宾，众人推胡则为刺史，据城不降。宋太祖诏先锋都指挥使曹翰为招安巡检使，率兵讨伐。江州城险固，曹翰劝降无果，其在所率宋军战死多人后才于开宝九年（976年）四月趁胡则染病不能起床而破城，守军仍然与宋军巷战。曹翰磔杀胡则再腰斩尸首，并杀宋德明，屠城杀数万人，掠取金帛以亿万计。
宋太祖曾嘉奖胡则尽忠所事，派使者持诏书诏谕曹翰赦免抵抗者。但使者到独树浦被大风所阻数日不能渡河，最后在使者到达前一日，曹翰已经屠城了。
此外，卢绛退保宣州后也杀歙州刺史龚慎仪，据歙州继续抵抗，但传檄福建后未得响应，不久被宋太祖劝降。

## 战后影响
此役过后，南唐所属十九个州、三个军辖地、一百零八个县、六十五万五千零六十五户全部归于北宋。三年后，钱俶举族归降，清源军节度使陈洪进也一并投降北宋。此时的中原地区仅剩北汉一国。